# Remag (Automarke)
Remag war eine deutsche Automarke.

## Markengeschichte
Das Unternehmen Richter & Maak AG war in Chemnitz ansässig. 1924 begann die Produktion von Automobilen. Der Markenname lautete Remag. Im gleichen Jahr endete die Produktion. Die Anzahl hergestellter Fahrzeuge blieb gering.

## Fahrzeuge
Im Angebot standen sportliche Kleinwagen. Die offene Karosserie bestand aus Leichtmetall und bot Platz für zwei Personen. Der Vierzylindermotor mit 1000 cm³ Hubraum leistete 24 PS. 